# Campionati mondiali di tiro 1954
I campionati mondiali di tiro 1954 furono la trentaseiesima edizione dei campionati mondiali di questo sport e si disputarono al Polígono Nacional de Tiro El Libertador di Caracas.. La nazione più medagliata fu l'Unione Sovietica.

## Risultati

### Uomini

#### Carabina
| Evento                       | Oro | Oro       | Argento | Argento   | Bronzo | Bronzo    |
| Evento                       | Atleta | Risultato | Atleta | Risultato | Atleta | Risultato |
| 50m 3 posizioni              | [[File: Flag of the Soviet Union (1936 – 1955).svg\|class=noviewer\| Unione Sovietica (bandiera)\|border\|20x16px]] Anatolij Bogdanov | 1174      | [[File: Flag of the Soviet Union (1936 – 1955).svg\|class=noviewer\| Unione Sovietica (bandiera)\|border\|20x16px]] Vasili Borisov | 1172      | Vilho Ylönen | 1167      |
| 50m 3 posizioni a squadre    | Unione Sovietica Anatolij Bogdanov Vasili Borisov Moysey Itkis Grikori Kupko Boris Bereberin                                          | 5802      | Svezia Uno Berg Isac Erben Walther Frostell Anders Kvissberg Nils Sundberg                                                         | 5765      | Norvegia Iver Ås Anker Hagen Erling Kongshaug Mauritz Amundsen Tore Skredegaard                                                       | 5758      |
| 50m a terra                  | [[File: Flag of the Soviet Union (1936 – 1955).svg\|class=noviewer\| Unione Sovietica (bandiera)\|border\|20x16px]] Vasili Borisov    | 399       | Anders Kvissberg | 399       | Iver Ås | 399       |
| 50m a terra a squadre        | Svezia Uno Berg Isac Erben Kurt Johansson Anders Kvissberg Nils Sundberg                                                              | 1984      | Norvegia Arne Thorsrud Anker Hagen Erling Kongshaug Mauritz Amundsen Tore Skredegaard                                              | 1979      | Unione Sovietica Anatolij Bogdanov Vasili Borisov Moysey Itkis Grikori Kupko Boris Bereberin                                          | 1979      |
| 50m in ginocchio             | [[File: Flag of the Soviet Union (1936 – 1955).svg\|class=noviewer\| Unione Sovietica (bandiera)\|border\|20x16px]] Anatolij Bogdanov | 396       | [[File: Flag of the Soviet Union (1936 – 1955).svg\|class=noviewer\| Unione Sovietica (bandiera)\|border\|20x16px]] Vasili Borisov | 393       | [[File: Flag of the Soviet Union (1936 – 1955).svg\|class=noviewer\| Unione Sovietica (bandiera)\|border\|20x16px]] Moiséi Itkis      | 393       |
| 50m in ginocchio a squadre   | Unione Sovietica Anatolij Bogdanov Vasili Borisov Moysey Itkis Grikori Kupko Boris Bereberin                                          | 1958      | Svezia Walther Frostell Isac Erben Anders Kvissberg Kurt Johansson Nils Sundberg                                                   | 1943      | Norvegia Iver Ås Anker Hagen Erling Kongshaug Mauritz Amundsen Tore Skredegaard                                                       | 1921      |
| 50m in piedi                 | [[File: Flag of the Soviet Union (1936 – 1955).svg\|class=noviewer\| Unione Sovietica (bandiera)\|border\|20x16px]] Anatolij Bogdanov | 380       | [[File: Flag of the Soviet Union (1936 – 1955).svg\|class=noviewer\| Unione Sovietica (bandiera)\|border\|20x16px]] Vasili Borisov | 380       | John Sundberg | 379       |
| 50m in piedi a squadre       | Unione Sovietica Anatolij Bogdanov Vasili Borisov Moysey Itkis Grikori Luzin Boris Bereberin                                          | 1865      | Norvegia Iver Ås Anker Hagen Erling Kongshaug Mauritz Amundsen Tore Skredegaard                                                    | 1850      | Svizzera Robert Bürchler Ernst Huber E. Lenz E. Ramseier Ernst Schmid                                                                 | 1843      |
| 50m e 100m a terra           | Gilmour Boa | 598       | Kurt Johansson | 596       | August Westergaard | 596       |
| 50m e 100m a terra a squadre | Stati Uniti Arthur Cook Arthur Jackson August Westergaard Verle Wright                                                                | 2373      | Svezia Agne Wiberg Isac Erben Uno Berg Kurt Johansson                                                                              | 2372      | Unione Sovietica Anatolij Bogdanov Vasili Borisov Moysey Itkis Boris Bereberin                                                        | 2370      |
| 300m 3 posizioni             | [[File: Flag of the Soviet Union (1936 – 1955).svg\|class=noviewer\| Unione Sovietica (bandiera)\|border\|20x16px]] Anatolij Bogdanov | 1133      | [[File: Flag of the Soviet Union (1936 – 1955).svg\|class=noviewer\| Unione Sovietica (bandiera)\|border\|20x16px]] Vasili Borisov | 1132      | Vilho Ylönen | 1126      |
| 300m 3 posizioni a squadre   | Unione Sovietica Anatolij Bogdanov Vasili Borisov Moysey Itkis Pjotr Avilov Vladislav Krishnevsky                                     | 5606      | Svizzera Ernst Huber Robert Bürchler Georg Clavadetcher Ernst Schmid Auguste Hollenstein                                           | 5505      | Svezia Nils Sundberg Isac Erben Walther Fröstell Kurt Johansson Agne Wiberg                                                           | 5491      |
| 300m a terra                 | [[File: Flag of the Soviet Union (1936 – 1955).svg\|class=noviewer\| Unione Sovietica (bandiera)\|border\|20x16px]] Anatolij Bogdanov | 391       | [[File: Flag of the Soviet Union (1936 – 1955).svg\|class=noviewer\| Unione Sovietica (bandiera)\|border\|20x16px]] Vasili Borisov | 389       | Ernst Huber | 388       |
| 300m in ginocchio            | [[File: Flag of the Soviet Union (1936 – 1955).svg\|class=noviewer\| Unione Sovietica (bandiera)\|border\|20x16px]] Anatolij Bogdanov | 380       | Nils Sundberg | 379       | Vilho Ylönen | 378       |
| 300m in piedi                | [[File: Flag of the Soviet Union (1936 – 1955).svg\|class=noviewer\| Unione Sovietica (bandiera)\|border\|20x16px]] Vasili Borisov    | 366       | August Hollenstein | 363       | [[File: Flag of the Soviet Union (1936 – 1955).svg\|class=noviewer\| Unione Sovietica (bandiera)\|border\|20x16px]] Anatolij Bogdanov | 362       |

#### Carabina standard
| Evento         | Oro                                                                      | Oro       | Argento                                                                         | Argento   | Bronzo                                                                      | Bronzo    |
| Evento         | Atleta                                                                   | Risultato | Atleta                                                                          | Risultato | Atleta                                                                      | Risultato |
| 300m           | Walther Fröstell                                                         | 514       | Anders Kvissberg                                                                | 513       | J. Matallana                                                                | 527       |
| 300m a squadre | Svezia Uno Berg Isac Erben Walther Fröstell Ole Ohlsson Anders Kvissberg | 2471      | Jugoslavia Gradimir Boncic Josip Cuk Bogdan Jez Zlatko Masek Stjepan Prauchardt | 2448      | Finlandia Esa Kervinen Jari Pälve Mikko Nordquist Jorma Taitto Vilho Ylönen | 2437      |

#### Pistola
| Evento        | Oro                                                                                                | Oro       | Argento                                                                          | Argento   | Bronzo | Bronzo    |
| Evento        | Atleta                                                                                             | Risultato | Atleta                                                                           | Risultato | Atleta | Risultato |
| 50m           | Huelet Benner                                                                                      | 553       | Torsten Ullman                                                                   | 552       | [[File: Flag of the Soviet Union (1936 – 1955).svg\|class=noviewer\| Unione Sovietica (bandiera)\|border\|20x16px]] Anatoli Yasinski | 552       |
| 50m a squadre | Unione Sovietica Vladimir Demin Anton Jasinsky Konstantin Martazov Jevgeni Polikanin Lev Vainštein | 2722      | Stati Uniti Ralph Antony Huelet Leo Benner John Dodds Harry Reeves Offutt Pinion | 2706      | Svezia Aake Lindblom Leif Larsson Hugo Lundqvist Gustaf Preutz Torsten Ullman                                                        | 2697      |

#### Pistola a fuoco rapido
| Evento        | Oro | Oro       | Argento                                                                           | Argento   | Bronzo                                                               | Bronzo    |
| Evento        | Atleta | Risultato | Atleta                                                                            | Risultato | Atleta                                                               | Risultato |
| 25m           | [[File: Flag of the Soviet Union (1936 – 1955).svg\|class=noviewer\| Unione Sovietica (bandiera)\|border\|20x16px]] Nikolái Kalinichenko | 584       | William McMillan                                                                  | 582       | Pentti Linnosvuo                                                     | 581       |
| 25m a squadre | Unione Sovietica Jevgeni Tserkassov Nikolai Kalinitsenko Viktor Nasonov Oleg Zhoutov                                                     | 2317      | Stati Uniti William McMillan Huelet Leo Benner Thomas Mitchell Phillip Roettinger | 2292      | Finlandia Väinö Heusala Pentti Linnosvuo Lauri Toikka Leonard Ravilo | 2289      |

#### Pistola a fuoco
| Evento        | Oro                                                                              | Oro       | Argento                                                                 | Argento   | Bronzo                                                           | Bronzo    |
| Evento        | Atleta                                                                           | Risultato | Atleta                                                                  | Risultato | Atleta                                                           | Risultato |
| 25m           | Torsten Ullman                                                                   | 586       | Huelet Leo Benner                                                       | 585       | William McMillan                                                 | 584       |
| 25m a squadre | Unione Sovietica Anton Jasinsky Konstantin Martazov Mahmud Uimarov Lev Vainštein | 2319      | Stati Uniti William McMillan Huelet Leo Benner Harry Reeves John Jagoda | 2316      | Cuba Tomas Cabanas Rafael Cadalso L. Dediot Carlos Rodriguez Feo | 2263      |

#### Bersaglio mobile
| Evento                       | Oro | Oro       | Argento | Argento   | Bronzo | Bronzo    |
| Evento                       | Atleta | Risultato | Atleta | Risultato | Atleta | Risultato |
| 100m tiro semplice           | [[File: Flag of the Soviet Union (1936 – 1955).svg\|class=noviewer\| Unione Sovietica (bandiera)\|border\|20x16px]] Vitali Romanenko | 224       | Rolf Bergersen | 221       | [[File: Flag of the Soviet Union (1936 – 1955).svg\|class=noviewer\| Unione Sovietica (bandiera)\|border\|20x16px]] Nikolái Prosorovski | 219       |
| 100m tiro semplice a squadre | Unione Sovietica Dimitri Bobrun Vasili Onitshenko Nikolai Prosorovski Vitali Romanenko                                               | 857       | Norvegia Ola Brude Birger Buehring-Andersen Rolf Bergersen John Larsen                                                               | 824       | Svezia Bengt Austrin Åke Bohman Georg Erdman Per Olof Sköldberg                                                                         | 824       |
| 100m tiro doppio             | [[File: Flag of the Soviet Union (1936 – 1955).svg\|class=noviewer\| Unione Sovietica (bandiera)\|border\|20x16px]] Dmitri Bobrun    | 213       | [[File: Flag of the Soviet Union (1936 – 1955).svg\|class=noviewer\| Unione Sovietica (bandiera)\|border\|20x16px]] Vitali Romanenko | 206       | [[File: Flag of the Soviet Union (1936 – 1955).svg\|class=noviewer\| Unione Sovietica (bandiera)\|border\|20x16px]] Vladimir Sevriugin  | 206       |
| 100m tiro doppio a squadre   | Unione Sovietica Dimitri Bobrun Vladimir Sevriugin Nikolai Prosorovski Vitali Romanenko                                              | 824       | Svezia Bengt Austrin Åke Bohman Georg Erdman Per Olof Sköldberg                                                                      | 804       | Norvegia Ola Brude Birger Buehring-Andersen Rolf Bergersen John Larsen                                                                  | 757       |

#### Fossa olimpica
| Evento      | Oro                                                                        | Oro       | Argento                                                     | Argento   | Bronzo                                                     | Bronzo    |
| Evento      | Atleta                                                                     | Risultato | Atleta                                                      | Risultato | Atleta                                                     | Risultato |
| Individuale | Cesare Merlo                                                               | 296       | Galliano Rossini                                            | 293       | Hans Åsnes                                                 | 293       |
| A squadre   | Italia Raffaele de Donato Cesare Merlo Guglielmo Tuccimei Galliano Rossini | 773       | Svezia Knut Alwen Claes Alwen Knut Holmqvist Bengt Malmgren | 768       | Egitto Seif Ghaleb Mohamed Badrawi Rafie Senoussi Aly Riad | 768       |

#### Skeet
| Evento      | Oro            | Oro       | Argento            | Argento   | Bronzo         | Bronzo    |
| Evento      | Atleta         | Risultato | Atleta             | Risultato | Atleta         | Risultato |
| Individuale | Chester Crites | 148       | Kenneth Pendergras | 145       | Bengt Malmgren | 145       |

## Medagliere
Nazione ospitante
| Posiz. | Nazione          | Oro | Argento | Bronzo | Totale |
| ------ | ---------------- | --- | ------- | ------ | ------ |
| 1      | Unione Sovietica | 20  | 6       | 7      | 33     |
| 2      | Svezia           | 4   | 10      | 6      | 20     |
| 3      | Stati Uniti      | 3   | 6       | 2      | 11     |
| 4      | Italia           | 2   | 1       | 0      | 3      |
| 5      | Canada           | 1   | 0       | 0      | 1      |
| 6      | Norvegia         | 0   | 4       | 5      | 9      |
| 7      | Svizzera         | 0   | 2       | 1      | 3      |
| 8      | Jugoslavia       | 0   | 1       | 0      | 1      |
| 9      | Finlandia        | 0   | 0       | 6      | 6      |
| 10     | Colombia         | 0   | 0       | 1      | 1      |
| 10     | Cuba             | 0   | 0       | 1      | 1      |
| 10     | Egitto           | 0   | 0       | 1      | 1      |